# 内務省 (イラク)

バアス党時代に使用された内務省旗

内務省（MOI）はイラクの警察と国境管理を監督する政府機関である。MOIはイラク警察、ハイウェイ・パトロール、交通局、緊急対応部隊、爆発物処理舞台、国境警備局など複数の機関で構成されている。施設警備隊（FPS）改革法の成立後、同省は他省庁に分散していたFPS職員を吸収した。内務省には約38万430人の職員が所属しており、財務省は2008年の内務省予算38億米ドル（前年比21%増）を承認した:37。
サダム・フセイン大統領の下で、同省はイラクをフセインの敵や「望ましくない」とみなされる人物をイラクから排除するなど、幅広い役割を担ってきた。イラク戦争で米国と連合軍がフセインを発見して捕らえたときも国防省や諜報機関とは異なり、同省は解体されなかった。合同タスクフォース7は、警察と国内の治安業務をできるだけ早期に引き渡すことを計画しており、内務省は再編されただけだった。

## 連邦警察（FP）
国家警察と呼ばれることもある連邦警察（FP）は、地方警察と軍隊の間の差を埋めるために設計された国家憲兵型の準軍事組織である。
虐待などの違法行為が頻繁に申し立てられる中、2006年秋にイラク政府はすべてのFP部隊の改革と再訓練を決定した。

## 国境警備局（DBE）

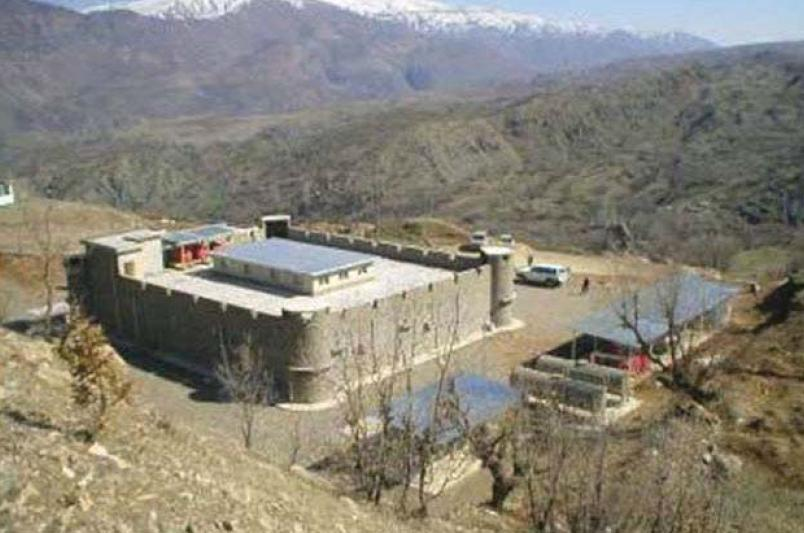
イラク・スレイマニヤのマーシャン国境砦

DBEは4万107人の職員を擁し、17の陸港、4つの海港、4つの空港を含むイラクの国境を巡察する任務を負っている。
2009年1月下旬、第1管区のDBEがイラクの北東部を管理しており、この地域はシリア、トルコ、イランと国境を接している。
DBE第1管区の司令官Fazladin Abdulqader Mohammed少将は「（第1管区は）イラクの全地域で最も長い国境を有していた」と述べ、「私たちの国境は、Fairozkanからティグリス川国境砦のあるAlKhabourまでである。その距離は1083キロメートルで、この地域には3つの旅団（ダフークのDBE第1旅団、ディヤナのDBE第2旅団、スリヤマニアのDBE第3旅団）がある」と語っており、3個旅団はすべてクルド人ペシュメルガで構成されている。
2009年10月、ムサンナー県のDBE第9旅団がイラン国境を、第11旅団がサウジアラビア国境を担当していた
アンバール県のDBE第15旅団は、2010年1月に運用が確認された。
DBEおよび入国管理局（POE）の両方がAK-47、中型機関銃、ボディアーマー、中型ピックアップトラック、中型スポーツ用多目的車、発電機及び無線機を装備することになっていた。

## 施設警備隊
施設警備隊（FPS）は、政府及び公の建物を警備する任務を課されており、2008年5月時点で約14万4000人の隊員で構成されている。

## 特別警察コマンド
特別警察部隊は、内務省所属の対反乱作戦部隊である。
シーア派聖職者ムクタダー・アッ＝サドルのマフディー軍との戦闘における警察の不振の後、アル・ナキブは内務省に効果的な警察組織の提供を試みた。
2004年9月に部隊の存在が正式に発表され、部隊には約5000人の将校が所属し、主要米国顧問（カウンセラー）に1984年から1986年までエルサルバドルの米軍顧問団を指揮したジェームズ・スティール大佐が務めた。

## 爆弾探知論争
2009年4月1日、内務省はジェームズ・ランディから「疑似科学に最も多くの金を浪費した資金提供組織だ。イラク内務省は2009年末までにダウジングロッド「ADE 651」に8500万米ドルを費やした（個々のユニットのコストは最大6万米ドル）。国際的な騒動となり、イラクでは自動車爆弾の爆発が続いているにもかかわらず、（2009年時点で）この製品は未だに使用されており、内務省は製品購入の決定を擁護している」として毎年恒例のピガサス賞を授与された。
2010年、このデバイスを輸出した英国の実業家が詐欺容疑で英警察に逮捕された。
2014年9月時点でADE 651はイラクの検問所で依然として使われており、イラク警察は「ADE 651についてのメディアの報道や人の話に耳を傾けてはならない。ADE 651を使っているのは我々であるのだから自分達が一番よく知っているはずだ」と語り、デバイスの使用を擁護した。BBCや海軍EOD技術部門などの調査によると、これら及び同様のデバイスは詐欺的であり、主張された機能を実行する能力を持たない「見せ掛けのダウジングロッド」に過ぎないと報告されている。
2009年10月のニューヨーク・タイムズのレポートは、内務省内で汚職が蔓延していると主張した。

## 内務大臣一覧

### 内務大臣、2003年〜現在
| 名前                                     | 任期           | 任期           | 政治団体                             | 首相                                 |
| ---------------------------------------- | -------------- | -------------- | ------------------------------------ | ------------------------------------ |
| ヌーリー・バドラン                       | 2003年9月      | 2004年4月      | イラク国民協定                       | ローテーション                       |
| Samir Sumaidaie                          | 2004年4月      | 2004年6月      | 無所属                               | ローテーション                       |
| Falah Hassan al-Naqib                    | 2004年6月      | 2005年4月      | イラク国民協定                       | アヤド・アッラーウィ                 |
| Baqir Jabr al-Zubeidi                    | 2005年4月      | 2006年5月20日  | UIA/ISCI                             | イブラーヒーム・アル＝ジャアファリー |
| ヌーリー・マーリキー                     | 2006年5月20日  | 2006年6月8日   | 法の連合の状態（イスラム・ダアワ党） | ヌーリー・マーリキー                 |
| Jawad al-Bulani                          | 2006年6月8日   | 2010年12月21日 | イラク憲法党                         | ヌーリー・マーリキー                 |
| ヌーリー・マーリキー                     | 2010年12月21日 | 2014年9月8日   | 法の連合の状態（イスラム・ダアワ党） | ヌーリー・マーリキー                 |
| Mohammed Al-Ghabban                      | 2014年10月18日 | 2016年7月8日   | 法の連合の状態（バドル組織）         | ハイダル・アル＝アバディ             |
| Qasim al-Araji                           | 2017年1月30日  | 2018年10月25日 | 法の連合の状態（バドル組織）         | ハイダル・アル＝アバディ             |
| アーディル・アブドゥルマフディー（暫定） | 2018年10月25日 | 2019年6月24日  | イラク・イスラム革命最高評議会       | アーディル・アブドゥルマフディ       |
| Yassin al-Yasiri                         | 2019年6月24日  | 2020年5月6日   | 国民の知恵運動                       | アーディル・アブドゥルマフディ       |
| Othman al-Ghanmi                         | 2020年5月7日   | 現職           |                                      | ムスタファ・アル＝カーズィミー       |